# Graus de liberdade (física)
Graus de liberdade é, na física, um termo genérico utilizado em referência à quantidade mínima de números reais necessários para determinar completamente o estado físico de um dado sistema. Esse conceito é empregado em mecânica clássica e termodinâmica.
Na mecânica, para cada partícula do sistema e para cada direção em que esta é capaz de mover-se existem dois graus de liberdade, um relacionado com a posição e outro com a velocidade. Observe-se que essa definição não coincide nem com a definição de graus de liberdade que se usa em engenharia de máquinas, nem com a que se usa em engenharia estrutural.

## Mecânica clássica
Na mecânica hamiltoniana, o número de graus de liberdade de um sistema coincide com a dimensão topológica do espaço de fases do sistema. Na mecânica lagrangiana, o número de graus de liberdade coincide com a dimensão do fibrado tangente do espaço de configuração do sistema.

## Mecânica estatística

### Teorema de equipartição da energia
Segundo o teorema proposto por James Clerk Maxwell:
Toda molécula tem um certo número {\displaystyle N} de graus de liberdade, que são formas independentes pelas quais a molécula pode armazenar energia. A cada grau de liberdade está associada (em média) uma energia de {\displaystyle {\frac {k_{B}T}{2}}} por molécula (ou {\displaystyle {\frac {RT}{2}}} por mol).
No limite clássico da mecânica estatística, a energia de uma molécula de um gás de um sistema em equilíbrio térmico com {\displaystyle N} graus de liberdade quadráticos e independentes é:
{\displaystyle U=\langle E\rangle =N\,{\frac {k_{B}T}{2}}}
onde:
- {\displaystyle k_{B}} é a constante de Boltzmann
- {\displaystyle T} é a temperatura
- {\displaystyle N} é o número de graus de liberdade do sistema
- {\displaystyle R} é constante universal dos gases ideais

| Graus de liberdade | Graus de liberdade  | Graus de liberdade | Graus de liberdade | Graus de liberdade       |
| Moléculas          | Exemplo             | Translação         | Rotação            | Total({\displaystyle N}) |
| ------------------ | ------------------- | ------------------ | ------------------ | ------------------------ |
| Monoatômicas       | He, Ar, Ne, Kr      | 3                  | 0                  | 3                        |
| Diatômicas         | H2, N2, O2, CO, Cl2 | 3                  | 2                  | 5                        |
| Poliatômicas       | SO2, H2O, CH4       | 3                  | 3                  | 6                        |

| Calor específico molar | Calor específico molar          | Calor específico molar          |
| Moléculas              | {\displaystyle C_{v}}           | {\displaystyle C_{p}=C_{v}+R}   |
| ---------------------- | ------------------------------- | ------------------------------- |
| Monoatômicas           | {\displaystyle {\frac {3}{2}}R} | {\displaystyle {\frac {5}{2}}R} |
| Diatômicas             | {\displaystyle {\frac {5}{2}}R} | {\displaystyle {\frac {7}{2}}R} |
| Poliatômicas           | {\displaystyle 3R}              | {\displaystyle 4R}              |

onde:
- {\displaystyle C_{v}} é o calor específico molar a volume constante;
- {\displaystyle C_{p}} é o calor específico molar a pressão constante